# Nokia 7110
Le Nokia 7110 est un téléphone de l'entreprise Nokia. Il a un clapet coulissant.
Il a été annoncé en mars 1999 et est sorti en octobre 1999

## Caractéristiques
- Système d'exploitation propriétaire
- GSM 900/1800
- 125 × 53 × 24 mm   pour 141 grammes
- Écran  Monochrome, 96 × 65 pixels, 6 lignes
- Batterie 900 mAh
- Appareil photo numérique : non
- Vibreur
- WAP

Le Nokia 7160 a un changement au niveau des caractéristiques réseau par rapport au Nokia 7110